# Sturzul zeflemitor
Sturzii zeflemitori (în engleză: Mockingbirds) sunt un grup din Lumea Nouă de păsări paseriforme din familia Mimidae. Ei sunt cel mai bine cunoscuți pentru obiceiul unora dintre specii de a imita cântecele altor păsări, sunetele de insecte și de amfibieni, de multe ori tare și într-o succesiune rapidă. Există aproximativ 17 specii în trei genuri. Acestea nu par a forma o descendență monofiletică: Mimus și Nesomimus sunt destul de îndeaproape înrudite; rude de-ale lor mai apropiate și în viață pare a fi thrashers, cum ar fi salvie thrasher. Melanotis este un gen mai distinct; ea pare să reprezinte descendență de bază foarte veche bazale a familiei Mimidae.
Singurul sturz zeflemitor găsit frecvent în America de Nord este sturzul zeflemitor nordic (Mimus polyglottos). În greacă cuvântul polyglottos înseamnă vorbitor de mai multe limbi.

## Speciile în ordine taxonomică
Mimus:
- Mockingbird cu spate brun, Mimus dorsalis
- Bahama mockingbird, Mimus gundlachii
- Longtail mockingbird, Mimus longicaudatus
- Patagonian mockingbird, Mimus patagonicus
- Chilian mockingbird, Mimus thenca
- White-banded mockingbird, Mimus triurus
- Northern mockingbird, Mimus polyglottos
- Socorro mockingbird, Mimus graysoni
- Tropical mockingbird, Mimus gilvus
- Chalk-browed mockingbird, Mimus saturninus

Fostul Nesomimus (endemice Galápagos):
- Hood mockingbird, Mimus macdonaldi
- Galápagos mockingbird, Mimus parvulus
- Floreana mockingbird sau Charles mockingbird, Mimus trifasciatus
- San Cristóbal mockingbird, Mimus melanotis

Melanotis:
- Sturzul zeflemitor albastru (Blue mockingbird), Melanotis caerulescens
- Sturzul zeflemitor alb-albastru (Blue-and-white mockingbird), Melanotis hypoleucus

## Sturzii zeflemitori și Darwin

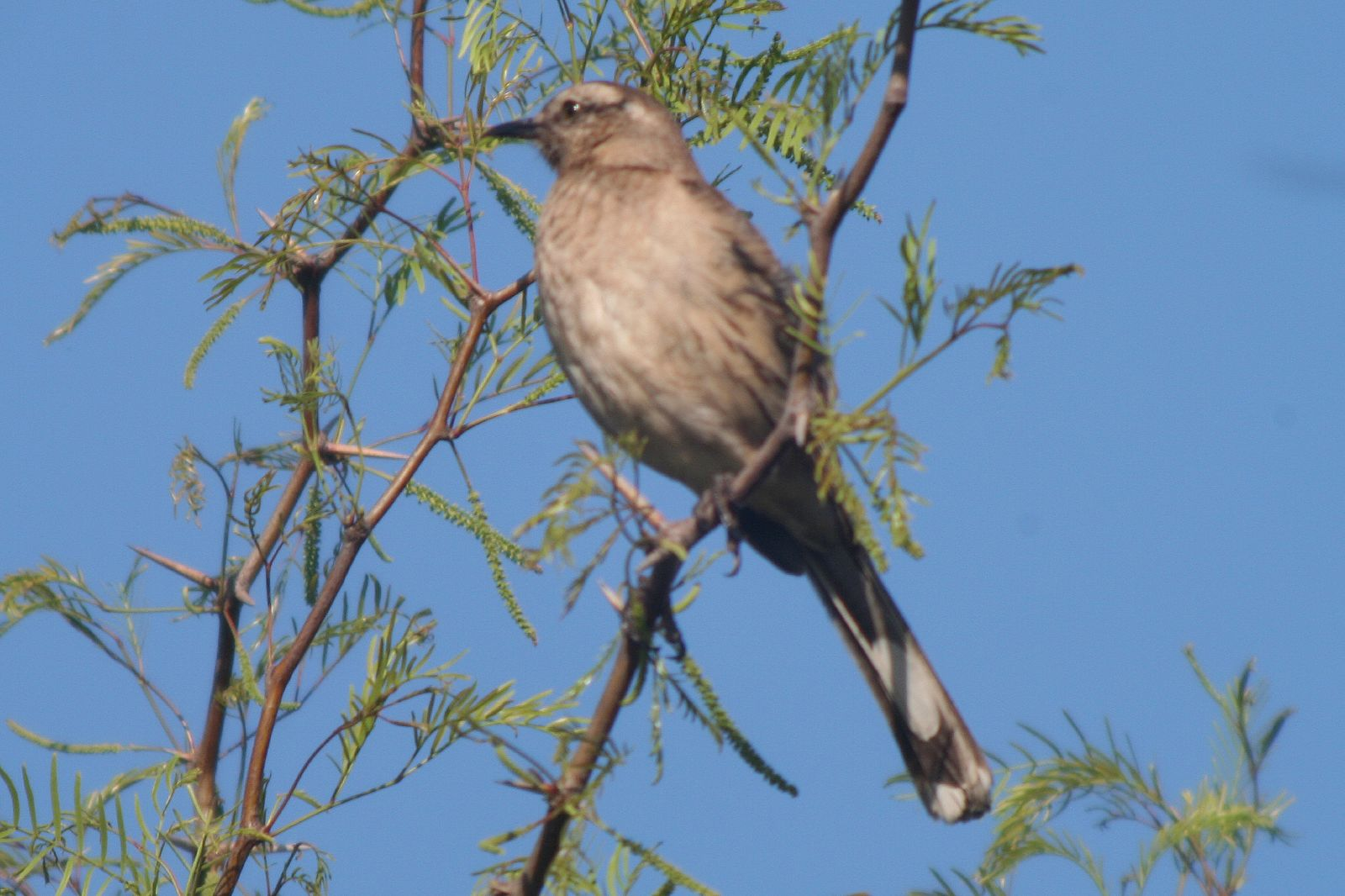
Sturzul zeflemitor din Chile, Mimus thenca.

Atunci când în călătoria sa de cercetare vasul HMS Beagle a vizitat Insulele Galápagos , în septembrie-octombrie 1835, naturalistul Charles Darwin a observat că sturzii din subgenul Mimus thenca diferă de la o insulă la alta, și că erau strâns înrudite în aparență cu sturzii zeflemitori din America de Sud continentală. Aproape un an mai târziu, atunci când și-a revizuit notițele cu privire la călătoria de întoarcere, el a speculat că acest lucru, împreună cu ceea ce a fost spus despre țestoasele din Galápagos, ar putea submina doctrina despre stabilitatea speciilor. Aceasta a fost prima dată când și-a exprimat îndoielile în legătură cu ideea speciilor imuabile, ceea ce a dus la convingerea despre transmutația speciilor și, prin urmare, la teoria evoluției speciilor.

## Legături externe
- Mockingbird videos, photographs and sound recordings on the Internet Bird Collection